# Microgale gymnorhyncha
Microgale gymnorhyncha es una especie de mamífero afroterio de la familia Tenrecidae, endémica de Madagascar.